# Einzelunternehmen (Österreich)
Ein Einzelunternehmen in Österreich ist ein von einer natürlichen Person (Einzelunternehmer) geführtes Unternehmen. Diese Person führt das Unternehmen auf eigenen Namen und eigene Rechnung und ist einkommensteuerpflichtig. Der Einzelunternehmer haftet für die Verbindlichkeiten aus dem Geschäftsbetrieb mit seinem gesamten Vermögen.
Eine Eintragung in das Firmenbuch ist gemäß § 8 UGB für jene Einzelunternehmer verpflichtend, die nach § 189 UGB rechnungslegungspflichtig sind, was ab einem jährlichen Umsatzerlös von 700 000 Euro der Fall ist. Für alle anderen Einzelunternehmer ist die Eintragung freiwillig. Die in das Firmenbuch eingetragenen Einzelunternehmer haben in ihre Firma gemäß § 19 Abs. 1 Z 1 UGB den Rechtsformzusatz eingetragener Unternehmer (e.U.) aufzunehmen.
Im Bereich der Gewerbeordnung stehen dem Einzelunternehmer sämtliche Gewerbe offen; nach Erlangung einer Gewerbeberechtigung erfolgt eine Eintragung in das Gewerberegister. Gewisse Tätigkeiten sind nicht gestattet, so ist etwa der Betrieb einer Bank durch § 19 Abs. 1 Z 1 Bankwesengesetz Einzelunternehmern untersagt.